# Bassas da India
Bassas da India és un atol en formació d'Àfrica, deshabitat, de 0,2 km², cosa que és equivalent, 20 hectàrees de superfície. Aquesta illa és al sud-oest de l'oceà Índic, al canal de Moçambic, 380 quilòmetres a l'oest de Morombe, a Madagascar; 130 quilòmetres al nord-oest de l'illa Europa, i 450 quilòmetres a l'est del cap de Sant Sebastià, a Moçambic. Aquest atol és una possessió de França des del 1897, considerat un domini privat de l'estat, i és reclamat per Madagascar. Bassas da India forma part del grup de les illes Esparses de l'oceà Índic, situat a 21° 27'43 83S, 39° 45'03 05E. Subjecte a un clima tropical, Bassas da India es troba en el camí dels ciclons tropicals del sud-oest de l'oceà Índic. Ecològicament, pertany a l'ecoregió anomenada matoll xeròfil de les illes Europa i Bassas da India.